# 史氏細喉盤魚
史氏細喉盤魚，為輻鰭魚綱鱸形目喉盤魚亞目喉盤魚科的其中一種，分布於南非德班海域，體長可達1.9公分，屬底棲性魚類。